# Allenjoie
Allenjoie est une commune française située dans le département du Doubs, la région culturelle et historique de Franche-Comté et la région administrative Bourgogne-Franche-Comté.

## Géographie

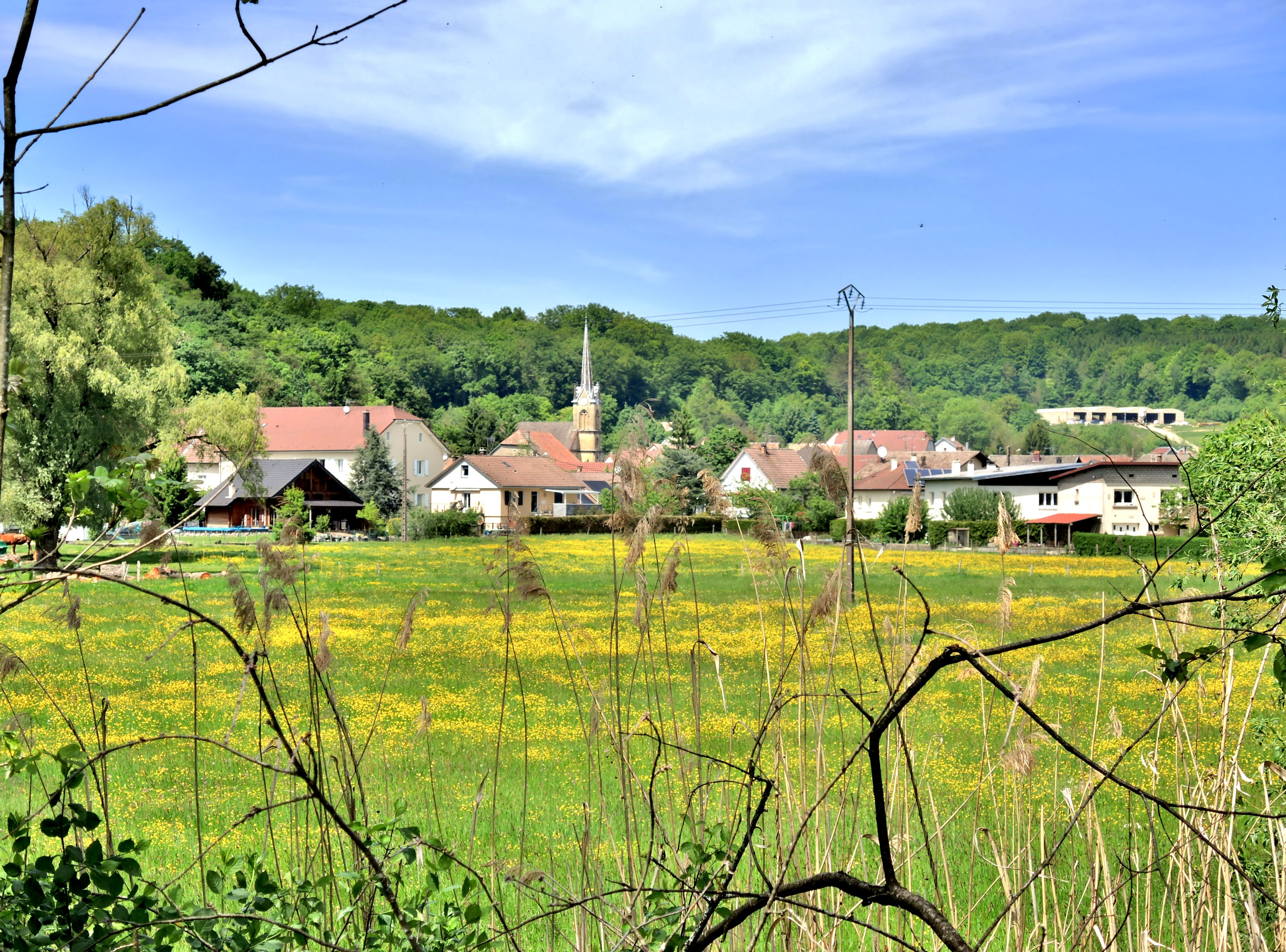
Le village, vu de la piste cyclable du canal.

### Localisation
Allenjoie est une commune française située près de Montbéliard, au confluent de deux rivières : l'Allaine et la Bourbeuse. L'Allaine, qui porte ce nom depuis sa source, prend le nom, après ce confluent, d'Allan. Elle est située sur le trajet du canal du Rhône au Rhin.

### Communes limitrophes
| Dambenois | Bourogne (Territoire de Belfort) |                                |
| Brognard  | Allenjoie                        | Méziré (Territoire de Belfort) |
|           | Étupes                           | Fesches-le-Châtel              |

### Voies de communication et transports

#### Transport en commun
La gare la plus proche est celle de Montbéliard.

#### Voies routières
La commune est accessible par la sortie no 10 de l'A36.

### Climat
Pour des articles plus généraux, voir Climat de la Bourgogne-Franche-Comté et Climat du Doubs.
En 2010, le climat de la commune est de type climat de montagne, selon une étude du Centre national de la recherche scientifique s'appuyant sur une série de données couvrant la période 1971-2000. En 2020, Météo-France publie une typologie des climats de la France métropolitaine dans laquelle la commune est exposée à un climat semi-continental et est dans la région climatique Vosges, caractérisée par une pluviométrie très élevée (1 500 à 2 000 mm/an) en toutes saisons et un hiver rude (moins de 1 °C).
Pour la période 1971-2000, la température annuelle moyenne est de 9,7 °C, avec une amplitude thermique annuelle de 17,4 °C. Le cumul annuel moyen de précipitations est de 1 191 mm, avec 12,4 jours de précipitations en janvier et 10,6 jours en juillet. Pour la période 1991-2020, la température moyenne annuelle observée sur la station météorologique de Météo-France la plus proche, « Dorans », sur la commune de Dorans à 7 km à vol d'oiseau, est de 10,9 °C et le cumul annuel moyen de précipitations est de 974,0 mm. 
La température maximale relevée sur cette station est de 38,1 °C, atteinte le 24 juillet 2019 ; la température minimale est de −16 °C, atteinte le 20 décembre 2009,,.
Les paramètres climatiques de la commune ont été estimés pour le milieu du siècle (2041-2070) selon différents scénarios d'émission de gaz à effet de serre à partir des nouvelles projections climatiques de référence DRIAS-2020. Ils sont consultables sur un site dédié publié par Météo-France en novembre 2022.

## Urbanisme

### Typologie
Au 1er janvier 2024, Allenjoie est catégorisée petite ville, selon la nouvelle grille communale de densité à 7 niveaux définie par l'Insee en 2022.
Elle est située hors unité urbaine. Par ailleurs la commune fait partie de l'aire d'attraction de Montbéliard, dont elle est une commune de la couronne,. Cette aire, qui regroupe 137 communes, est catégorisée dans les aires de 50 000 à moins de 200 000 habitants,.

### Occupation des sols
L'occupation des sols de la commune, telle qu'elle ressort de la base de données européenne d’occupation biophysique des sols Corine Land Cover (CLC), est marquée par l'importance des territoires agricoles (67,4 % en 2018), en diminution par rapport à 1990 (71 %). La répartition détaillée en 2018 est la suivante : 
terres arables (47,2 %), forêts (22,8 %), prairies (12,2 %), zones agricoles hétérogènes (8 %), zones urbanisées (7,2 %), zones industrielles ou commerciales et réseaux de communication (2,6 %). L'évolution de l’occupation des sols de la commune et de ses infrastructures peut être observée sur les différentes représentations cartographiques du territoire : la carte de Cassini (XVIIIe siècle), la carte d'état-major (1820-1866) et les cartes ou photos aériennes de l'IGN pour la période actuelle (1950 à aujourd'hui).

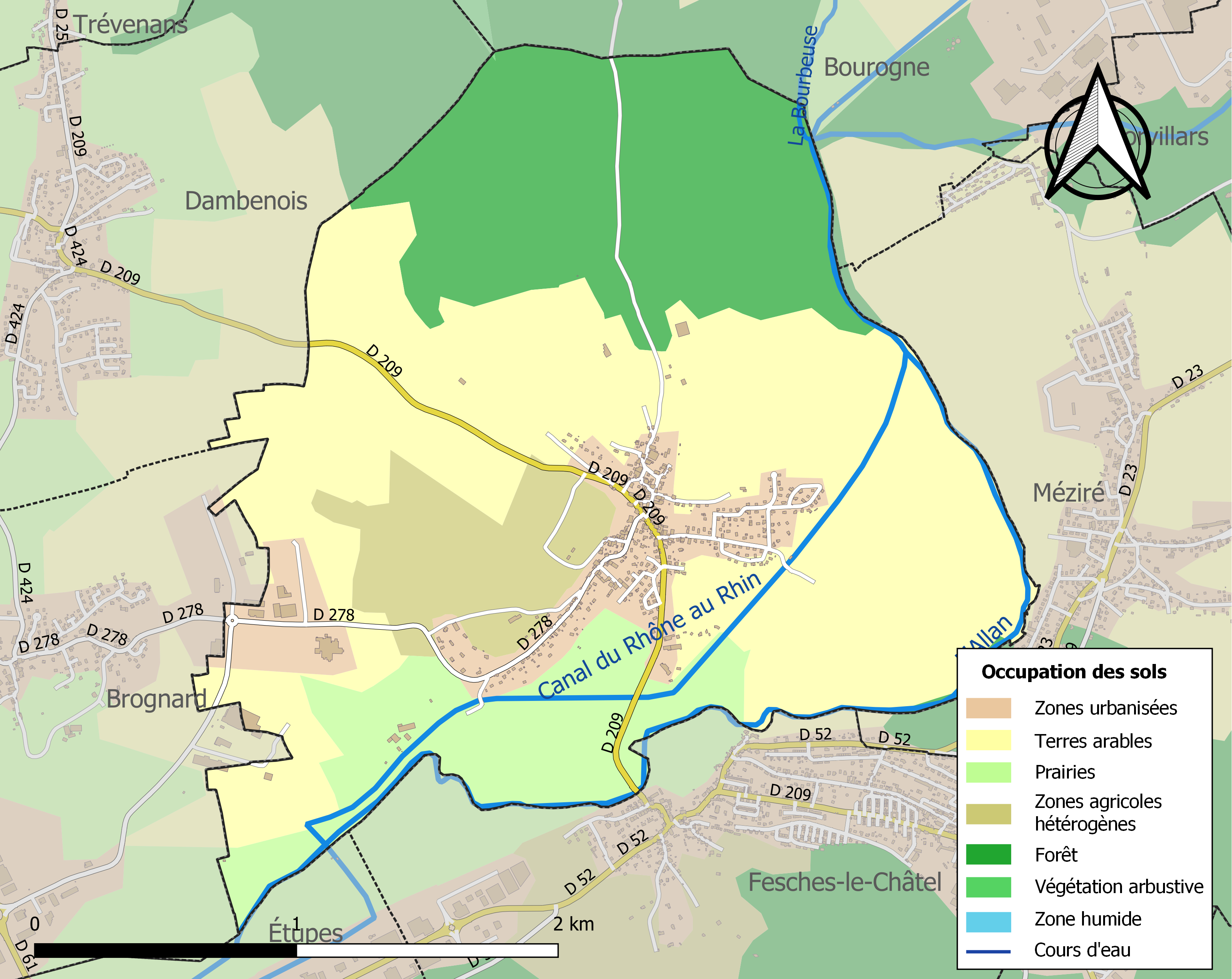
Carte des infrastructures et de l'occupation des sols de la commune en 2018 (CLC).

## Toponymie
En patois : Ayandjoi.
La rivière Allaine a donné son nom au village et au pagus d'Eslgau ou d'Alsegau (Ajoie en français). Un triens d'or mérovingien porte l'inscription ALSEGAUDIA VICO.
Alingia en 1096 ; Allenjoya en 1148 ; Allongeois en 1275 ; Alanjoye en 1489.

## Histoire
Le château, construit par le seigneur de Belvoir au XIIIe siècle, passa de mains en mains jusqu'au sieur de Sigmarshoffen en 1667. Il devient la propriété de Röllhin de Colmar en 1743. Allenjoie appartenait au comté de Montbéliard qui fut rattaché à la France en 1793. 3 ans après le rattachement à la France, le château est vendu comme biens nationaux à des paysans. Le château finit par être rasé en 1961-62.

## Politique et administration

### Liste des maires
| Période                                  | Période                   | Identité                                   | Étiquette  | Qualité |
| ---------------------------------------- | ------------------------- | ------------------------------------------ | ---------- | ------- |
| Les données manquantes sont à compléter. |                           |                                            |            |         |
| 1904                                     | 1943                      | Edouard Japy                               |            |         |
| 1943                                     | 1945                      | Georges Cuenot                             |            |         |
| 1945                                     | 1953                      | Paul Ferciot                               |            |         |
| 1953                                     | 1982                      | René Beucler                               |            |         |
| 1982                                     | 1995                      | Robert Gallet                              |            |         |
| 1995                                     | 2001                      | Claude Malarme                             |            |         |
| mars 2001                                | 2014                      | Bernard Petit                              |            |         |
| mars 2014                                | En cours (au 23 mai 2020) | Jean Fried, Réélu pour le mandat 2020-2026 | PS puis SE |         |

## Démographie
Les habitants sont appelés les Allenjoyeux.

L'évolution du nombre d'habitants est connue à travers les recensements de la population effectués dans la commune depuis 1793. Pour les communes de moins de 10 000 habitants, une enquête de recensement portant sur toute la population est réalisée tous les cinq ans, les populations de référence des années intermédiaires étant quant à elles estimées par interpolation ou extrapolation. Pour la commune, le premier recensement exhaustif entrant dans le cadre du nouveau dispositif a été réalisé en 2004.

En 2022, la commune comptait 735 habitants, en évolution de +0,27 % par rapport à 2016 (Doubs : +1,88 %, France hors Mayotte : +2,11 %).
| 1793 | 1800 | 1806 | 1821 | 1831 | 1836 | 1841 | 1846 | 1851 |
| ---- | ---- | ---- | ---- | ---- | ---- | ---- | ---- | ---- |
| 308  | 371  | 336  | 401  | 438  | 413  | 426  | 472  | 509  |

| 1856 | 1861 | 1866 | 1872 | 1876 | 1881 | 1886 | 1891 | 1896 |
| ---- | ---- | ---- | ---- | ---- | ---- | ---- | ---- | ---- |
| 485  | 498  | 531  | 520  | 491  | 476  | 486  | 471  | 551  |

| 1901 | 1906 | 1911 | 1921 | 1926 | 1931 | 1936 | 1946 | 1954 |
| ---- | ---- | ---- | ---- | ---- | ---- | ---- | ---- | ---- |
| 476  | 504  | 444  | 389  | 391  | 435  | 341  | 348  | 365  |

| 1962 | 1968 | 1975 | 1982 | 1990 | 1999 | 2004 | 2006 | 2009 |
| ---- | ---- | ---- | ---- | ---- | ---- | ---- | ---- | ---- |
| 390  | 461  | 661  | 649  | 578  | 583  | 637  | 653  | 739  |

| 2014 | 2019 | 2022 | - | - | - | - | - | - |
| ---- | ---- | ---- | - | - | - | - | - | - |
| 737  | 740  | 735  | - | - | - | - | - | - |

## Économie

### Entreprises et commerces

#### Agriculture
Allenjoie étant une commune rurale, on retrouve de nombreuses exploitations agricoles, particulièrement dans l'élevage bovin[réf. souhaitée].

#### Commerce
Du fait de la désertification des campagnes françaises, de nombreux commerces ont fermé. Il ne reste plus qu'un restaurant à thèmes « Les 6 Sirènes », un artisan - fabricant, distributeur de parapluie et d'accessoires divers « Hit Club », ainsi qu'un couvreur : la zinguerie de l'est.

#### Tissu industriel et de haute technologie
Avec l'extension de la zone industrielle de Technoland 2 sur la commune, de nouvelles entreprises vont s'implanter sur le territoire de la commune. Certaines ne vont y développer que des lieux de productions, c'est le cas pour Technoferm, qui conçoit et fabrique des ouvertures en bois et alu, Création Perrin, travaillant principalement le cuir pour des grands noms du luxe comme Chanel ou Louis Vuitton, et le groupe international Teckentrup, comptant parmi les plus grands fabricants de portes et de fermetures en Europe.
De plus, la société de conseil en ingénierie SERDEV s'est implantée sur cet espace.
D'autres entreprises s'implantent dans cette zone encore en développement comme Usi-Pol, qui est une société de mécanique générale spécialisée dans l’usinage de précision ou encore Atelier Création JF, qui conçoit et distribue des WC lave-mains WiCi Concept.

#### Maroquinerie
- Manufacture de maroquinerie Hermès[32]

## Culture locale et patrimoine

### Lieux et monuments

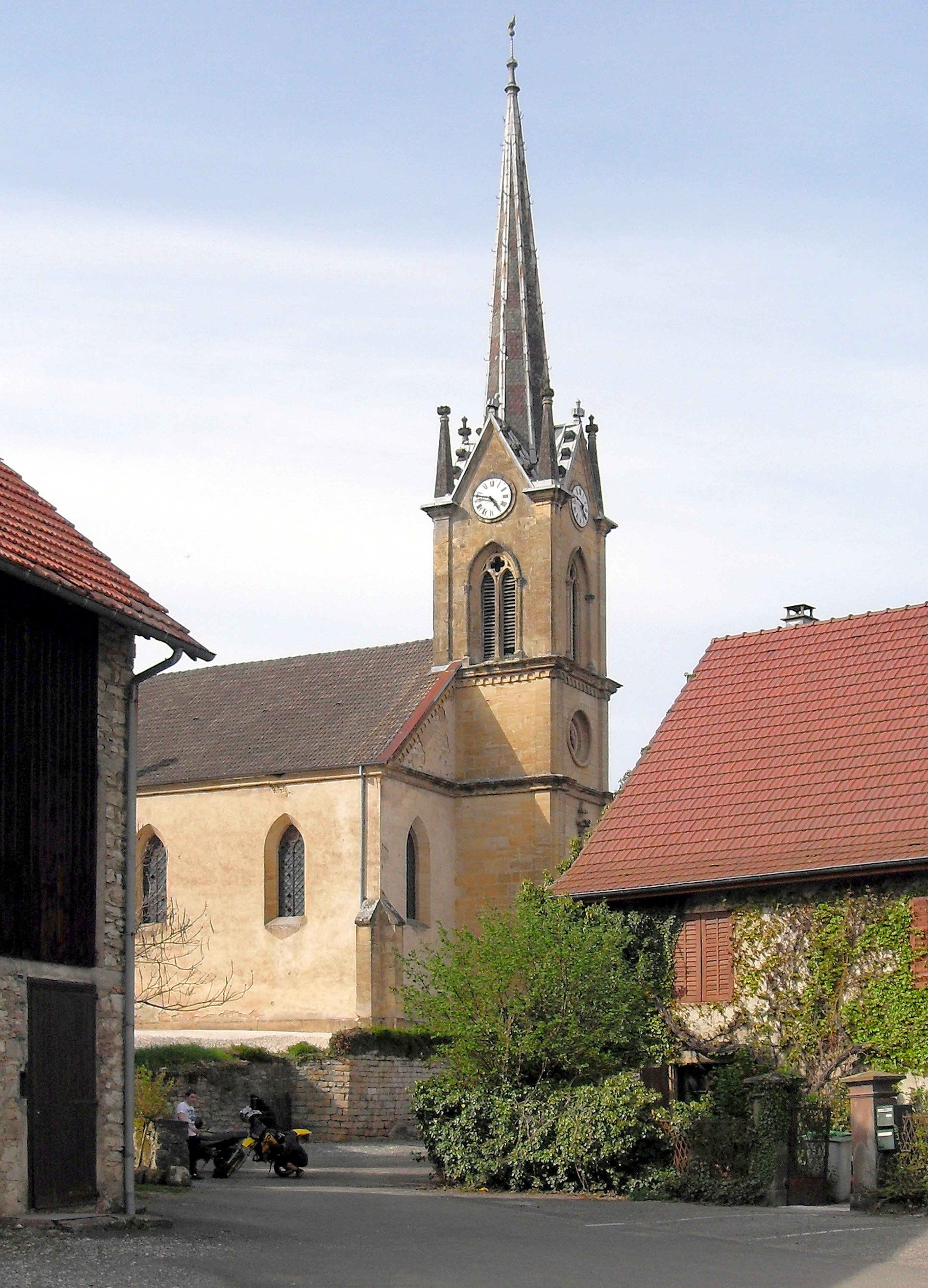
Le temple luthérien.

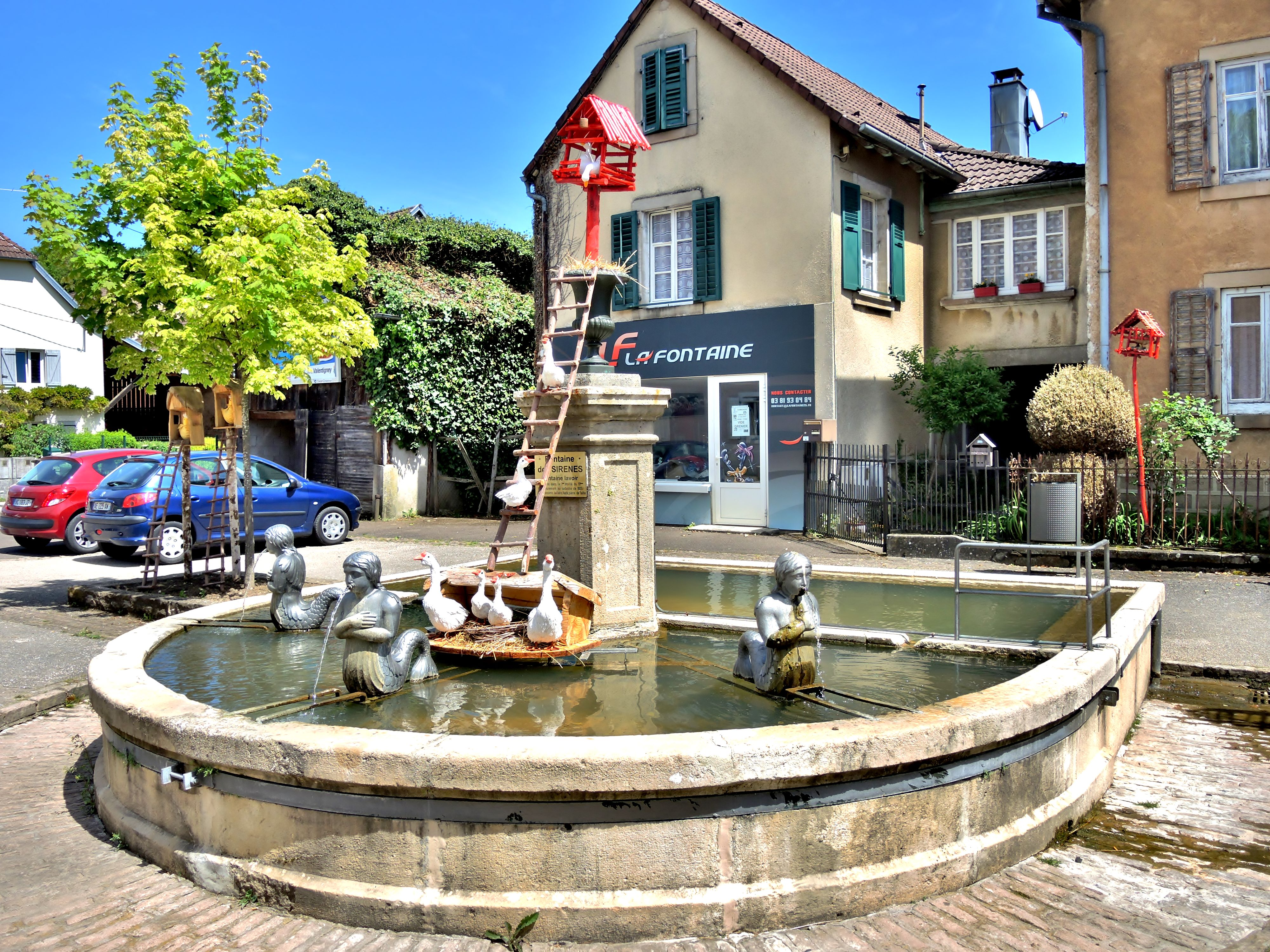
Fontaine-abreuvoir aux sirènes.

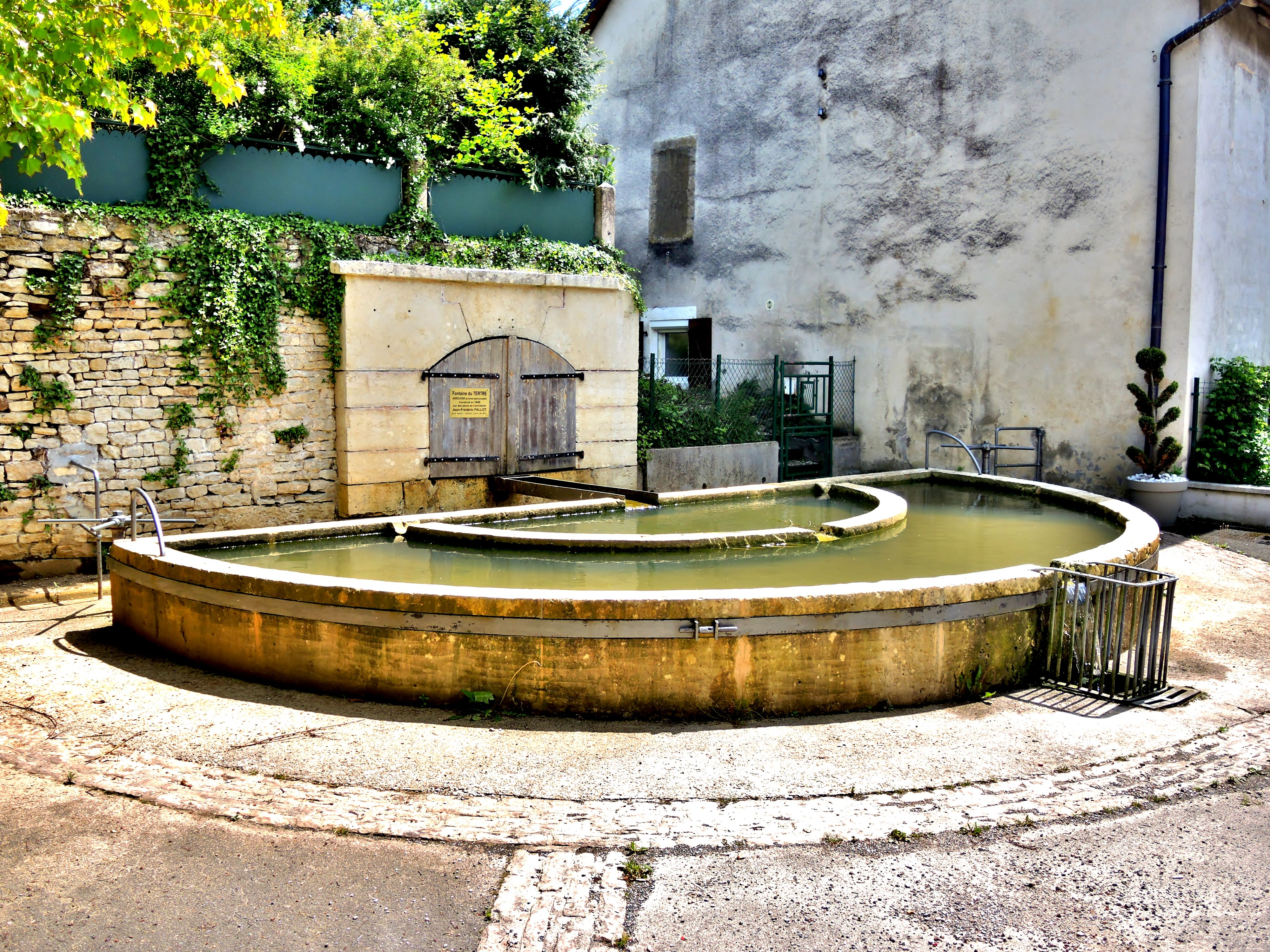
Fontaine-abreuvoir du tertre.

Le temple luthérien, édifié entre 1859 et 1860, est niché au pied d'un coteau et domine le cœur de l'ancien village. Sa flèche a été construite dans un style néo-gothique. Deux escaliers gravissent la façade arrière et mènent à une terrasse. À l'intérieur, se trouve la pierre tombale de Jean-Frédéric Rigoulot, pasteur du village de 1737 à 1741.
La chapelle Saint-Michel.

### Personnalités liées à la commune
Pierre-Henri Hugoniot (1851-1887) est né dans la commune. Il est un mathématicien et physicien connu pour ses travaux sur la balistique expérimentale et la propagation des ondes dans les fluides qui servit à formuler la théorie des ondes de choc.
Pierre Rolinet (1922 - 2022) est né dans la commune. Dessinateur chez Peugeot, il est entré dans la résistance en 1943 dans l'Organisation Civile et Militaire. Arrêté en Novembre 1943, il est déporté en Avril 1944 au Struthof, puis à Allach.

### Héraldique
| Blason de Allenjoie | Blason  | De gueules à l'aigle d'argent.                   |
| Blason de Allenjoie | Détails | Le statut officiel du blason reste à déterminer. |